# Fachgruppe Räumen

Taktisches Zeichen der Fachgruppe Räumen (hier Typ B)

Die Fachgruppe Räumen (FGr R) ist eine Fachgruppe des THW. Bundesweit sind 184 Fachgruppen Räumen aufgestellt, davon 52 vom Typ A, 75 vom Typ B und 57 vom Typ C.

## Aufgaben

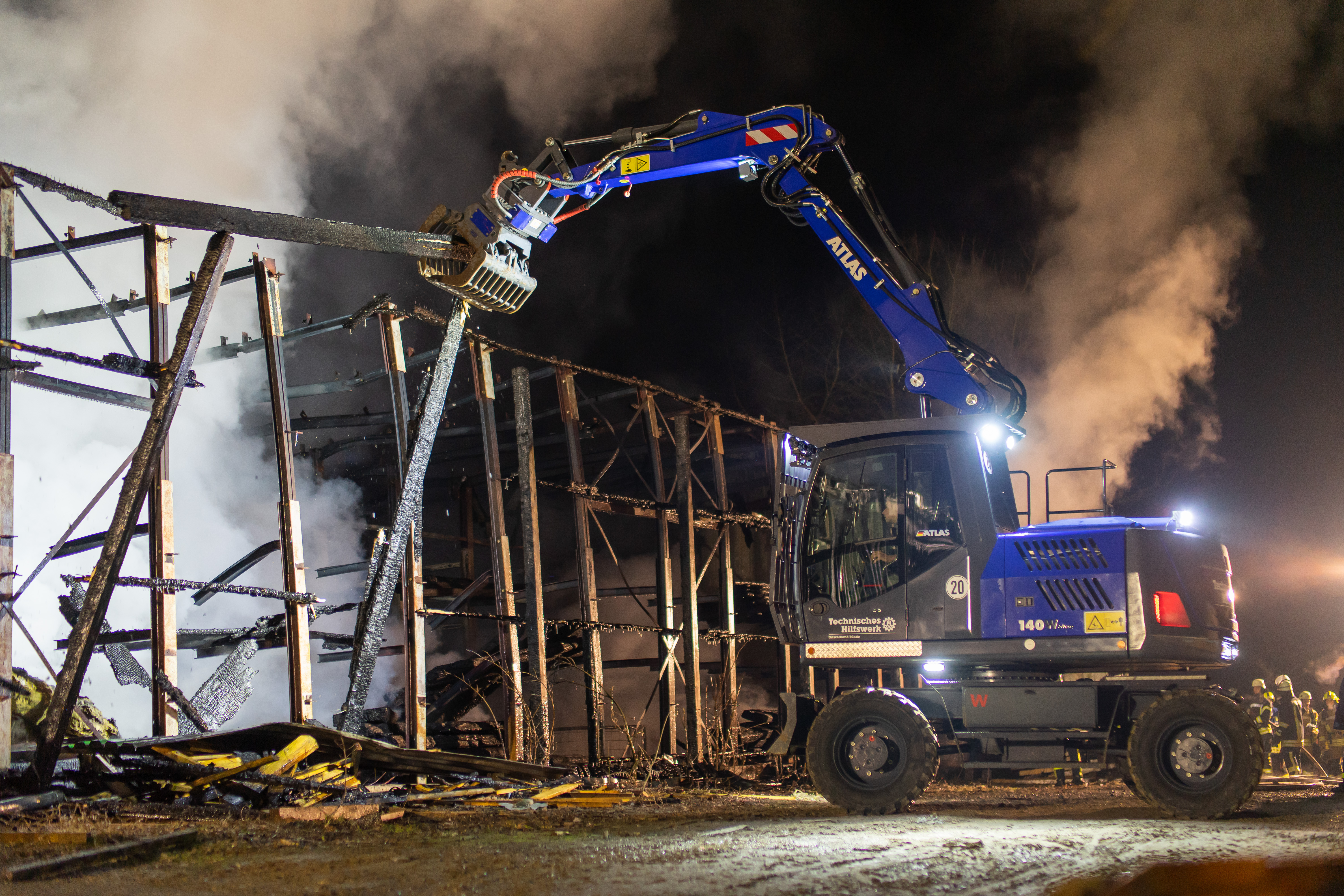
Ein Radbagger des THW

Die Fachgruppe Räumen beseitigt Hindernisse und Trümmer oder ebnet diese ein, schafft Zu- und Abfahrtswege für die eigene Einheit und für andere Fachdienste mit schweren Baumaschinen. Sie unterstützt das Vordringen zu Eingeschlossenen oder Verschütteten (durch Anheben, Zerkleinern oder Beseitigen großer Trümmer, Aushubarbeiten etc.) und führt unaufschiebbare Sicherungsarbeiten (Niederlegen, Einebnen) an einsturzgefährdeten Gebäude- oder Bauwerksteilen durch. Sie führt Stemm- und Bohrarbeiten im Rahmen der Fachaufgabe und für andere Fachgruppen (zum Beispiel Sprengen) durch. Im Bereich kritischer Infrastrukturen erfolgt der Einsatz der Baumaschinen für unverzügliche Sicherungs- und Reparaturarbeiten. Sie unterstützt weiterhin bei Logistik- und Bereitstellungsaufgaben durch ihre Transport- und Umschlagskapazitäten.

Die drei Typen der Fachgruppe (A, B und C) unterscheiden sich durch die verwendete Baumaschinenart. Die Fachgruppen Räumen bilden die Nachfolge bestimmter Teileinheiten der früheren Bergungszüge im  Bergungsdienst.

## Stärke und Ausstattung
Die Fachgruppe ist Teil des Technischen Zuges, ihre Personalstärke und Ausstattung richtet sich nach der Stärke- und Ausstattungsnachweisung.

### Fahrzeuge/Ausstattung
Zur technischen Ausstattung der Fachgruppen gehören:
- eine besonders ausgerüstete Baumaschine in drei verschiedenen Ausführungen
  - Typ A: Radbagger oder Kettenbagger 12 t mit Tiefenlöffel, Greiferlöffel, Aufbrechhammer und Lasthaken
  - Typ B: Radlader 10 t mit Palettengabel und 4-in-1-Schaufel
  - Typ C: Teleskoplader 10 t mit Palettengabel, Lasthaken, Arbeitsbühne, Seilwinde, 4-in-1-Schaufel und/oder Schaufel mit Niederhalter[3]
- LKW-Kipper ca. 9 t gl, geländegängiger Baustellen-LKW mit Kippbrücke und einer Zuladung von ca. 9 t
- Drucklufterzeuger 4 m³/min mit Stemm- und Bohrwerkzeug, eine Druckluftanlage als Anhänger
- Anhänger Tieflader 18 t, ein Anhänger zum Transport des Bergungsräumgerätes oder anderer Lasten mit Aufnahmen für Container
- 30 Fahrplatten zum Bau von Behelfsstraßen

### Personal/Stärke
Die gesamte Fachgruppe besteht aus neun Personen (in Kurzform 0/2/7/9).
Funktions- und Helferübersicht:
- 1 Gruppenführer
- 1 Truppführer (Sprechfunker)
- 7 Fachhelfer

In der Fachgruppe Räumen werden durch die sieben Fachhelfer folgende Zusatzfunktionen besetzt (Doppel-Zusatzfunktionen notwendig, zum Beispiel: Kraftfahrer und Sprechfunker):
- 5 Baumaschinen-Fahrer/Kraftfahrer CE/Sprechfunker
- 6 Atemschutzgeräteträger/CBRN-Helfer
- 1 Sanitätshelfer